# Mokre (powiat goleniowski)
Mokre – wieś w Polsce, położona w województwie zachodniopomorskim, w powiecie goleniowskim, w gminie Maszewo.
W latach 1975–1998 miejscowość należała administracyjnie do województwa szczecińskiego.